# Schloss Kleinziegenfeld
Koordinaten: 50° 1′ 10,8″ N, 11° 12′ 9,7″ O

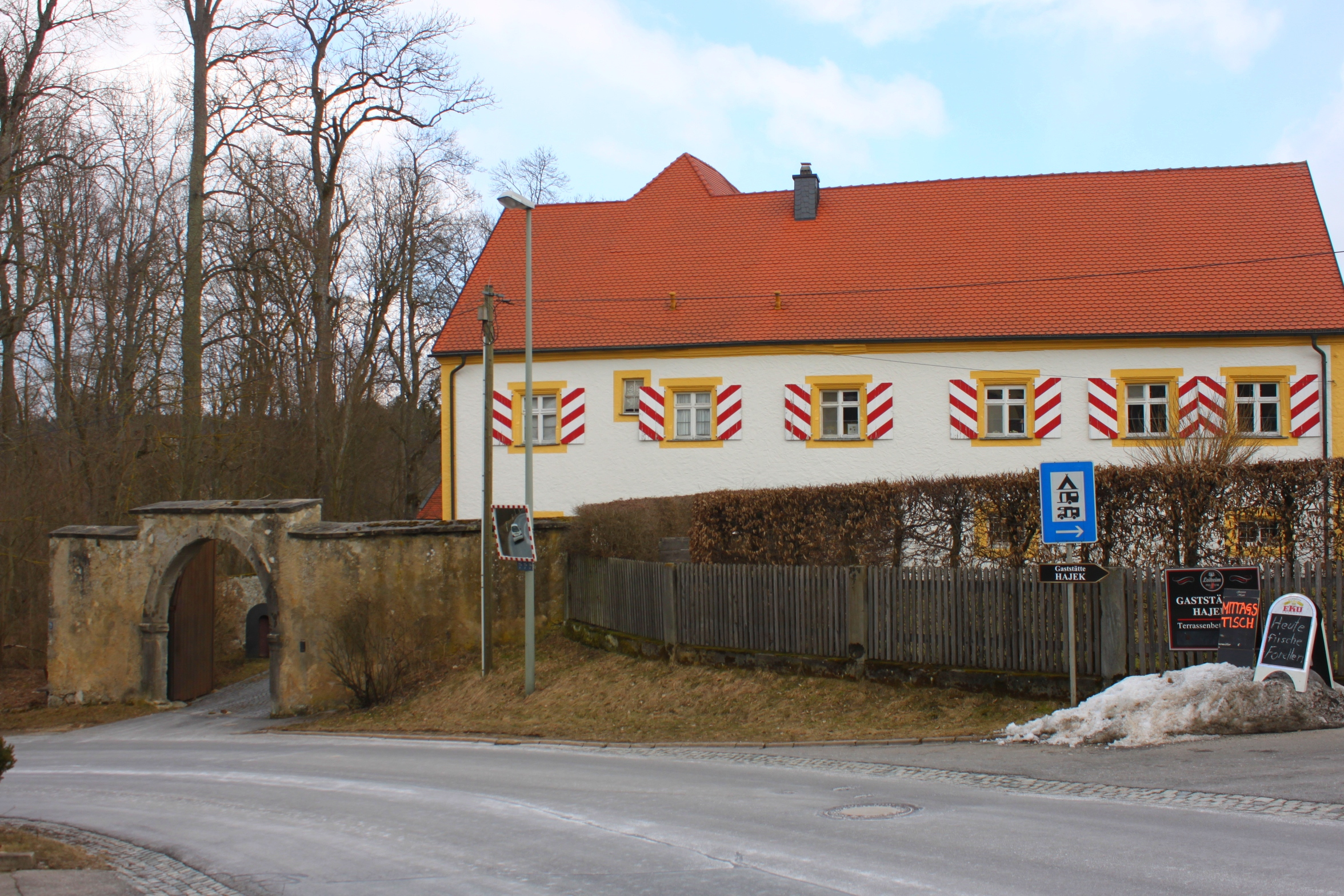
Jägerhaus (oder Neues Schloss) Kleinziegenfeld

Das Schloss Kleinziegenfeld ist ein abgegangenes Schloss in Kleinziegenfeld, das als Ausbau einer mittelalterlichen Kernburg errichtet und um 1800 abgerissen wurde. Erhalten blieb das zum Schloss gehörende, 1571 erbaute Jägerhaus, das heute landläufig als das Kleinziegenfelder Schloss bezeichnet wird. Das Jägerhaus ist ein Baudenkmal und wird vom Bayerischen Landesamt für Denkmalpflege unter der Denkmalnummer D-4-78-176-110 geführt.

## Geschichte
Wann der Vorgängerbau des Schlosses Kleinziegenfelds errichtet wurde, ist unklar. Da jedoch die beiden anderen Burggüter in Kleinziegenfeld bis spätestens 1463 abgegangen waren, lassen sich ab diesem Zeitpunkt die Geschichte mit Eigentums- und Besitzverhältnissen der Feste Kleinziegenfeld klar dem Vorgänger des ehemaligen Schlosses zuordnen.

### 1430–1668 Wechselnde Burgherren
Nach einer vollständigen oder teilweisen Zerstörung beim Hussiteneinfall im Jahr 1430 wurde die Burg wieder aufgebaut. 1433 verkaufte Johanns Bruder und Nachfolger Friedrich VI. die Burg an Konrad von Aufseß, dessen Familie die Anlage bis 1551 oder 1552 als Lehen innehatte. Im Jahr 1551 oder 1552 folgten die von Waldenfels, die einen jahrzehntelangen Rechtsstreit um die Anlage gegen die Erben von Eucharius III. von Aufseß führten und sich dabei behaupten konnten. Das landläufig als Kleinziegenfelder Schloss bezeichnete Jägerhaus wurde im Jahr 1571 errichtet. Ein Jahr später erwarb Ursula von Künsberg Burg und Jägerhaus, was zur Folge hatte, dass ihr Gatte Wilhelm eine neue Seitenlinie derer von Künsberg zu Ziegenfeld gründete. Im 17. Jahrhundert wechselten häufig die Besitzer. Zunächst übernahmen die Grafen von Lynar das Anwesen. Es folgten 1649 der fürstlich brandenburgische geheime Kammermann und Kanzler Hilderich Antonius von Varell die Von Trautenberg und die Von Pölnitz.

### 1668–1950 Ausbau als Schloss und Ende der adeligen Verwaltung

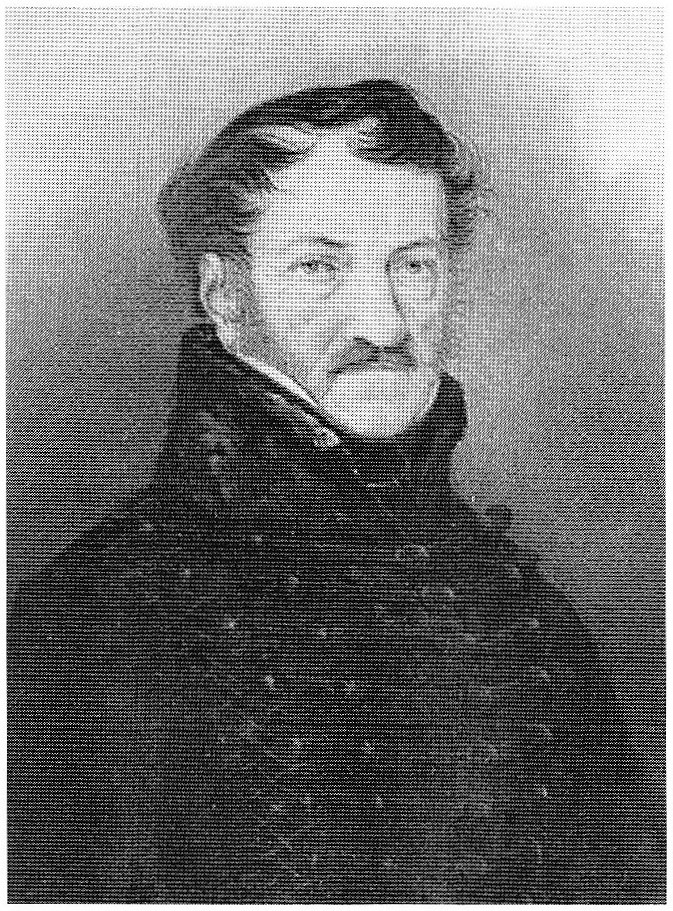
Anton Ludwig Ferdinand von Schaumberg, der letzte Schaumberger auf Schloss Kleinziegenfeld, um 1850

Im Jahr 1668 erwarb Georg Dietrich von Schaumberg das Rittergut. Unter den Freiherren von Schaumberg wurde die Anlage als Schloss ausgebaut und mit Pferdestallungen, Viehhaus, Scheune und einem Bräu-Ökonomie-Back- und -Waschhaus ergänzt. Eine kleine Blütezeit erlebte Kleinziegenfeld unter Karl Franz von Schaumberg († 1804), der den Ort förderte und beispielsweise, auch um die Wirtschaftlichkeit zu steigern, die Bienleins- und die Schrepfersmühle neu errichten ließ. Von 1824 bis mindestens 1830 wurde die Landwirtschaft des Gutes, bestehend aus großen Ländereien mit Feldern und Wiesen, einer großen Schafherde mit über 900 Tieren, Wohn- und Wirtschaftsgebäuden inklusive der Brauerei und Gerätschaften verpachtet. 1842 verkaufte Ludwig Anton Ferdinand von Schaumberg die inzwischen vermutlich bereits ruinösen Reste des Schlosses, behielt aber seinen Wohnsitz im Jägerhaus sowie die Ländereien. Um 1850 gehörten zum Jägerhaus von den 1091 Tagwerk in der Gemeinde Kleinziegenfeld mit 568 Tagwerk mehr als die Hälfte, darunter die großen Ackerparzellen in der großen Hüll und in der Pechleiten. Dazu kamen sämtliche Wälder in der Gemarkung Hain, am Götzelsberg und im Großen Lohr.
Als Ludwig Anton Ferdinand am 18. Oktober 1858 im Jägerhaus von seinem ehemaligen Jäger, den er wegen Unzuverlässigkeit entlassen hatte, erstochen worden war, fiel das Jägerhaus als Erbe an Ludwig Antons zweitälteste Tochter Thecla Sophia und deren Ehemann Werner Friedrich Julius Stephan von Spiegel. Nachdem bald darauf, spätestens ab Juni 1859 Verhandlungen zum Verkauf des Schlosses aufgenommen worden waren und diese scheiterten, wurde das Anwesen ab November 1860 erneut zum Verkauf in Zeitungen ausgeschrieben. Anfang des Jahres 1861 erwarb Franz Friedrich Karl Freiherr von Seckendorff-Aberdar aus dem Hause Aberdar-Unternzenn-Ebneth das Jägerhaus. Im Juli 1861 schrieb dieser es zur Verpachtung aus. Es wurde beschrieben als „[...] bestehend [aus] einem schönen zweistöckigen Wohnhaus, Rindvieh- und Schafstallungen, Scheunen, Brauhaus mit Braurecht, nicht unbedeutender Schäferei, circa 3½ Tgw. Gärten [ca. 12.000 m²], 26½ Tgw. Wässerwiesen [ca. 90.000 m² / 90 ha], 164 Tgw. Felder [ca. 559.000 m² / 55,9 ha] und 62 Tgw. Huthwaiden [ca. 211.000 m² / 21,1 ha] […].“ Kurz vor dem Zweiten Weltkrieg verkauften die Seckendorff das Schloss erneut und behielten nur den Park und die ausgedehnten Ländereien, zu denen Wälder und Wiesen sowohl im Kleinziegenfelder Tal als auch in der Umgebung gehören. Die Ländereien befinden sich noch im Besitz der Familie von Seckendorff-Aberdar.

### 1950 – Heute: Nutzung als privates Wohnhaus
Bis in die 1970er Jahre wurde das Jägerhaus von einem pensionierten Bamberger Arzt bewohnt. Nach dessen Tod stand das Haus einige Jahre leer, bis es 1980 zum Verkauf stand und trotz des stark heruntergekommenen Zustandes vom rheinischen Steinbildhauer Joachim Mende und seiner Frau gekauft wurde. In den folgenden Jahren wurde das Schloss innen und außen gründlich saniert und wird seit 1990 von der Familie Mende bewohnt. In einem neuerrichteten Nebengebäude im Innenhof der Anlage hat Joachim Mende sein Atelier eingerichtet.

## Architektur

### Beschreibung des abgegangenen Schlosses
Das alte Schloss Ziegenfeld stand um 1795 wahrscheinlich noch. Es handelte sich um einen vierflügligen Bau mit rechteckigem Innenhof und vier runden Ecktürmen. Vom nordöstlichen, rund 13 m im Durchmesser starken Turm ist überliefert, dass er 1847 noch stand. Vom südwestlichen, im Durchmesser deutlich kleineren Eckturm ist bis heute ein etwa 2 m hoher Mauerrest übrig geblieben. Somst ist vom ehemaligen Schloss, das auf einer mittelalterlichen Kernburg errichtet wurde, nichts mehr vorhanden. Lediglich das Jägerhaus, das westlich des Schlosses stand, ist vollständig erhalten.

### Beschreibung des Jägerhauses
Das Jägerhaus entstand in zwei Bauphasen. Der ältere Teil in Nord-Süd-Richtung hat zwei Geschosse und ein Satteldach. An den Westflügel schließt sich im rechten Winkel ein Ostflügel aus dem 18. Jahrhundert an. Die Nordseite des Osttrakts bildet mit der Giebelwand des Westflügels eine Front. An der Ostgiebelwand befindet sich in Form einer hölzernen Pforte der Eingang zum Haus. Das Dach ist an dieser Hausseite abgewalmt. Der Zugang zum Hof geschieht durch das Tor im Westen der Anlage. Oberhalb des Torbogens ist auf der Seite zur Straße hin ein Scheitelstein mit dem Schaumberg-Wappen eingelassen.

## Liste der Eigentümer und Besitzer
| Besitz von             | Besitz bis          | Name | Anmerkungen                                                        | Quelle |
| ---------------------- | ------------------- | --- | ------------------------------------------------------------------ | ------ |
| 1434                   | ?                   | Konrad von Aufseß | als Eigentum durch Kauf von Burggraf Friedrich VI. am 2. März 1434 | [ 14 ] |
| ?                      | 1503                | Angehörige der Familie von Aufseß | als Lehen                                                          |        |
| 1503                   | ?                   | Eucharius von Aufseß | als Lehen                                                          | [ 15 ] |
| ?                      | 1551                | Angehörige der Familie von Aufseß | als Lehen                                                          |        |
| 1551                   | 1572                | Angehörige der Familie von Waldenfels | als Eigentum                                                       |        |
| 1572                   | ?                   | Ursula von Künsberg | als Eigentum durch Kauf                                            |        |
| ?                      | 1649                | Angehörige der Familie von Lynar | als Eigentum durch Kauf                                            |        |
| 1649                   | 1656                | Hilderich Antonius von Varell | als Eigentum durch Kauf                                            |        |
| 1656                   | 1658                | Anna Dorothea Brack (geborene von Varell)                                                                                                | als Eigentum durch Kauf                                            | [ 15 ] |
| 1658                   | 1667                | Georg Rudolph von Trautenberg | als Eigentum durch Kauf                                            | [ 15 ] |
| 1667                   | 1668                | Johann Christoph Von Pölnitz | als Eigentum durch Kauf                                            | [ 15 ] |
| 1668                   | 1679                | Georg Dietrich von Schaumberg | als Eigentum durch Kauf                                            | [ 15 ] |
| 1679                   | ?                   | Hans Siegmund und Johann Philipp von Schaumberg                                                                                          | als Lehen                                                          | [ 15 ] |
| ?                      | 1730                | Johann Philipp von Schaumberg | als Eigentum                                                       |        |
| 1730                   | 1763                | Heinrich Sigmund von Schaumberg | als Eigentum durch Erbe                                            |        |
| 1730                   | 1763                | Karl Heinrich von Schaumberg | als Eigentum durch Erbe                                            |        |
| 1763                   | 1804                | Karl Franz von Schaumberg | als Eigentum durch Erbe                                            |        |
| 1804                   | 1858                | Ludwig Anton Ferdinand von Schaumberg | als Eigentum durch Erbe                                            |        |
| 1858                   | 1861                | Werner Friedrich Julius Stephan von Spiegel                                                                                              | als Eigentum durch Erbe                                            | [ 11 ] |
| 1861                   | ?                   | Franz Friedrich Karl Freiherr von Seckendorff-Aberdar                                                                                    | als Eigentum durch Kauf                                            | [ 12 ] |
| um 1863                | ?                   | Adalbert Krieß | als Pächter                                                        | [ 16 ] |
| ? seit mindestens 1907 | ca. 1935            | Angehörige der Familie Freiherrn von Seckendorff-Aberdar                                                                                 | als Eigentum durch Erbe                                            | [ 17 ] |
| ca. 1935               | bis mindestens 1950 | Bernhard Boneberg (* 18. August 1896), Revierförster; sowie bewohnt von diversen Heimatvertriebenen                                      | als Eigentum durch Kauf                                            |        |
| um 1955                | ?                   | Bewohnt von diversen Heimatvertriebenen                                                                                                  |                                                                    |        |
| ? seit mindestens 1957 | 1975                | Der pensionierte, in Bamberg tätig gewesene Arzt Hans Schmitt (* 22. Februar 1900 in Großziegenfeld; † 28. Juli 1975 in Kleinziegenfeld) | als Eigentum durch Kauf                                            |        |
| ca. 1975               | ca. 1980            | ? | als Eigentum                                                       |        |
| ca. 1980               | bis heute           | Steinbildhauer Joachim Mende | als Eigentum durch Kauf                                            |        |